# El precio de tu amor
El precio de tu amor é uma telenovela mexicana produzida por Ernesto Alonso para a Televisa e exibida pelo Canal de las Estrellas entre 4 de setembro de 2000 e 12 de janeiro de 2001. 
A trama é original de María Zarattini e é um remake da novela Al rojo vivo, produzida em 1980. 
Foi protagonizada por Eugenia Cauduro e Eduardo Santamarina com atuação antagônica de Yadhira Carrillo, Alejandro Ávila, Roberto Ballesteros e Macaria.

## Enredo
Antonio Ríos é um nobre mecânico, que acaba de herdar uma fortuna. Mas Sandra, a sobrinha de quem lhe deixou a herança, tentará conquistá-lo para lhe roubar o dinheiro. Para isso, Sandra conta com a ajuda de Gabriela, sua secretária; ela e Antonio se apaixonam, mas Sandra logo saberá qual é o preço de seu amor

## Elenco
- Eduardo Santamarina  - Antonio
- Eugenia Cauduro  - Gabriela
- Yadhira Carrillo - Sandra Rangel/Sofía Morales
- Manuel Ojeda - Octavio Rangel
- Roberto Ballesteros - Rodolfo Galván
- Macaria - Adelina
- Ninón Sevilla - Dalila
- Galilea Montijo - Valeria Ríos
- Alejandro Ávila - Guillermo San Miguel
- Samuel Gallegos - Plutarco
- Yolanda Ciani - Isabel
- Emilia Carranza - Yolanda
- Silvia Manríquez - Ana Luisa Galván
- Isadora González - Mireya
- Roberto Antunez - Felipe
- Héctor Sáez - Héctor
- Jerardo - Silverio
- Juan Imperio - Tiburcio
- Mariana Botas - Mary Ríos
- Rodrigo Rochet - Alejandro
- David Ramos - Carmelo
- Fernando Robles - Trinidad
- Lourdes Dechamps - Lolita
- Virginia Gimeno - La Chata
- Raquel Pankowsky - Meche
- María Prado - Doña Licha
- Carlos Yustis - Policarpo
- Jaime Lozano - Don Benigno
- Luis Gimeno - Padre Chucho
- Arturo Laphan - Jorge
- Ricardo Vera - Dr. Diego
- Tania Mendoza - Shandira
- Lorena Enríquez - Columba
- Cecilia Gabriela - Julia
- Marco Uriel - Ignacio
- Julio Bracho - Ricardo
- Sandra Benhumea
- Carlos Speitzer - Lalo
- Rosángela Balbó - Giovanna

## Audiência
Obteve média geral de 17.2 pontos.

## Prêmios e indicações

### Prêmio TVyNovelas 2001
| Categoria                | Indicação        | Resultado |
| ------------------------ | ---------------- | --------- |
| Melhor atriz antagonista | Yadhira Carrillo | Indicado  |
| Melhor atriz coadjuvante | Yadhira Carrillo | Indicado  |
| Melhor ator coadjuvante  | Manuel Ojeda     | Indicado  |